# Селимханов, Джамбулат Рустамович
Джамбулат Рустамович Селимханов (род. 11 ноября 1997 года) — российский боец смешанных единоборств, представитель полулёгкой весовой категории. Выступает на профессиональном уровне с 2015 года, известен по участию в турнирах престижной бойцовской организации ACA. Победитель Grand Prix ACA YE (2022).

## Спортивные достижения
- Чемпион Grand Prix ACA YE —
- Чемпион Чеченской Республики по тхэквандо (ГТФ) —
- Чемпион СКФО по тхэквандо (ГТФ) —
- Чемпион Чеченской Республики по боевому самбо —
- Чемпион Чеченской Республики по Союзу ММА —
- Чемпион Чеченской Республики по рукопашному бою —
- Официальный мастер спорта России по Союзу ММА
- Чемпионат Чеченской Республики по ММА (Грозный 2016[1]) —

## Статистика ММА
| Боёв 12         | Побед 11 | Поражений 1 |
| --------------- | -------- | ----------- |
| Нокаутом        | 6        | 0           |
| Сдачей          | 2        | 1           |
| Решением        | 3        | 0           |
| Ничьи           | 0        | 0           |
| Не состоявшихся | 0        | 0           |

| Результат | Рекорд | Соперник              | Способ                                    | Турнир                                                         | Дата            | Раунд | Время | Место          | Примечание                                        |
| --------- | ------ | --------------------- | ----------------------------------------- | -------------------------------------------------------------- | --------------- | ----- | ----- | -------------- | ------------------------------------------------- |
| Победа    | 11-1   | Уолтер Перейра        | Нокаутом (удар)                           | ACA 147: Вартанян - Раисов                                     | 4 ноября 2022   | 1     | 4:19  | Москва, Россия |                                                   |
| Победа    | 10-1   | Басир Саралиев        | Решением (раздельным)                     | ACA YE 27 - ACA Young Eagles 27                                | 25 июня 2022    | 5     | 5:00  | Толстой-Юрт    | Финал ACA YE: Grand Prix Finals в полулегком весе |
| Победа    | 9-1    | Магомед Кадиев        | Нокаутом (удар локтем)                    | ACA YE 24 - ACA Young Eagles 24                                | 19 февраля 2022 | 1     | 2:02  | Грозный        | Рейтинговый бой                                   |
| Победа    | 8-1    | Артем Нужнов          | Техническим нокаутом (удары)              | ACA YE 20 ACA Young Eagles 20                                  | 16 августа 2021 | 1     | 4:41  | Грозный        |                                                   |
| Победа    | 7-1    | Хасан Дадалов         | Решением (единогласным)                   | ACA Young Eagles 18                                            | 12 апреля 2021  | 3     | 5:00  | Толстой-Юрт    |                                                   |
| Победа    | 6-1    | Александр Стовбуренко | Техническим нокаутом (удары)              | ACA YE 17 ACA Young Eagles 17: Grand Prix 2021 Opening Round 2 | 20 февраля 2021 | 1     | 2:23  | Толстой-Юрт    | Дебют в гран-при ACA YC                           |
| Поражение | 5-1    | Аркадий Осипян        | Сабмишном (удушение сзади)                | ACA YE 15 ACA Young Eagles                                     | 19 декабря 2020 | 3     | 3:57  | Толстой-Юрт    |                                                   |
| Победа    | 5-0    | Азамат Абазов         | Техническим нокаутом (остановка доктором) | ACA YE 12 ACA Young Eagles                                     | 7 марта 2020    | 2     | 5:00  | Черкесск       |                                                   |
| Победа    | 4-0    | Башир Магомедов       | Нокаутом (удары)                          | WFCA 46 International Tournament                               | 31 марта 2018   | 1     | 2:17  | Грозный        |                                                   |
| Победа    | 3-0    | Рауан Жолдас          | Решением (единогласным)                   | NFC 9 Naiza Fighter Championship 9                             | 22 апреля 2017  | 3     | 5:00  | Актау          |                                                   |
| Победа    | 2-0    | Муса Хамхоев          | Сабмишном (удушение гильотиной)           | Terek Battle Terek Battle 2                                    | 17 августа 2016 | 1     | 2:44  | Шелковская     |                                                   |
| Победа    | 1-0    | Анзор Кибишев         | Сабмишном (удушение сзади)                | RFC Bashlam Battle 2                                           | 15 октября 2015 | 1     | 1:52  | Алхан-Юрт      | Дебют в проф. ММА                                 |